# 18 Carinae
18 Carinae (A Carinae) é uma estrela na direção da Carina. Possui uma ascensão reta de 06h 49m 51.32s e uma declinação de −53° 37′ 21.0″. Sua magnitude aparente é igual a 4.41. Considerando sua distância de 553 anos-luz em relação à Terra, sua magnitude absoluta é igual a −1.74. Pertence à classe espectral G6II. É uma estrela variável Algol.